# Malquió
Malquió (segle iii) fou un sacerdot d'Antioquia Pare de l'Església encarregat de l'ensenyament de la retòrica a les escoles d'aquesta ciutat, versat a més a més en la dialèctica. Al temps que Alexandria s'estenia per Palestina, Fenícia, Capadòcia i el Pont, començava Antioquia a manifestar-se com un focus original de cultura cristiana.
Va provar el caràcter herètic de les doctrines de Pau de Samòsata sobre la seva posició com monarquianista de tipus adopcionista i va aconseguir la seva condemna al Segon Concili d'Antioquia l'any 268, essent un dels autors de les cartes escrites en nom del concili a Dionís de Roma i a Màxim d'Alexandria. Estava molt familiaritzat amb els autors pagans, i els citava amb freqüència. i va ser president de la facultat de retòrica mentre era sacerdot d'Antioquia.
Durant els debats que precediren a la condemna de Pau, els Pares d'Antioquia, entre ells Malquió, prengueren dues posicions que més endavant foren una font de problemes: la primera es refereix a la paraula homoousios, aplicada a la Santíssima Trinitat; i la segona sembla que Malquió i els pares del concili, volent mostrar que Crist és realment Déu, compararen la seva unió amb la natura humana d'ànima i cos.
Sant Jeroni, Doctor de l'Església, va dedicar el capítol 71 de la seva biografia De Viris Illustribus a Malquió.